# Jens Eriksen
Jens Eriksen (n. 30 decembrie 1969, Copenhaga, Danemarca) este un jucător de badminton ce a reprezentat Danemarca, medaliat olimpic. A participat la 4 ediții ale Jocurilor Olimpice (1996, 2000, 2004, 2008) în care a câștigat o medalie de bronz.